# Mesochorus martinus
Mesochorus martinus là một loài tò vò trong họ Ichneumonidae.